# Carles de Württemberg
Carles de Württemberg, duc de Württemberg (Friedrichshafen, 1 d'agost de 1936 - Ravensburg, Baden-Wurtemberg, Alemanya 7 de juny de 2022) fou un aristòcrata alemany, duc de Württemberg i cap de la casa reial dels Württemberg des de 1975 fins a la seva mort.

## Trajectòria
Nascut a Friedrichshafen l'1 d'agost de 1936, fou fill del duc Felip de Württemberg i de l'arxiduquessa Rosa d'Àustria-Toscana. Carles fou net per via paterna del duc Albert de Württemberg i de l'arxiduquessa Margarida d'Àustria; mentre que per via materna ho fou de l'arxiduc Pere Ferran d'Àustria-Toscana i de la princesa Maria Cristina de Borbó-Dues Sicílies.
Després de graduar-se de l'escola secundària, estudià Dret a la Universitat de Tübingen i s'encarregà de l'administració de les propietats i possessions de la família.
El 18 de juliol de 1960 contragué matrimoni amb la princesa Diana d'Orleans, filla del príncep Enric d'Orleans i de la princesa Isabel d'Orleans-Bragança, comtes de París. La parella tingué sis fills:
- SAR el príncep Frederic de Württemberg, nat a Friedrichshafen el 1961. Es casà el 1993 a Altshausen amb la princesa Maria de Wied.
- SAR la princesa Matilde de Württemberg, nada a Friedrichshafen el 1962. Es casà a Altshausen el 1988 amb el comte Erich von Waldburg zu Zeil und Trauchburg.
- SAR el príncep Eberhard de Württemberg, nat a Friedrichshafen el 1963.
- SAR el príncep Felip de Württemberg, nat a Friedrichshafen el 1964. Es casà a Altshausen el 1991 amb la princesa Maria de Baviera.
- SAR el príncep Miquel de Württemberg, nat a Friedrichshafen el 1965. Es casà a Altshausen el 2006 amb Julia Storz.
- SAR la princesa Flor de Württemberg, nada a Altshausen el 1977. Es casà a Altshausen el 2003 amb el comte Moritz von Göeß.

Des de 1975 i fins a la seva mort fou el cap de la casa reial dels Württemberg. El seu successor fou el seu fill primogènit, el príncep Frederic de Württemberg. Durant les dècades de 1960 i de 1970, el matrimoni format pel duc Carles i la princesa Diana d'Orleans generà un important focus informatiu per l'anomenada premsa rosa. Morí el 7 de juny de 2002 a la ciutat alemanya de Ravensburg.

## Distincions
- Cavaller honorari de l'Orde Teutònic.[4]
- Medalla d'or Grand Staufer de l'estat de Baden-Württemberg.[5]
- Medalla d'or de la Universitat de Hohenheim.[6]